# Liste des présidents et émirs des Émirats arabes unis
Voici la liste des présidents de l'État des Émirats arabes unis, fonction créée le 2 décembre 1971, et les listes des dirigeants de chaque émirat qui le conforment.

## Présidents de l'État des Émirats arabes unis
| No | Portrait                       | Nom                                                                       | Début du mandat | Fin du mandat     | Durée du mandat            | Émirat    |
| -- | ------------------------------ | ------------------------------------------------------------------------- | --------------- | ----------------- | -------------------------- | --------- |
| 1  | Zayed ben Sultan Al Nahyane    | Zayed ben Sultan Al Nahyane زايد بن سلطان آل نهيان (1919-2004)            | 2 décembre 1971 | 2 novembre 2004 † | 32 ans et 11 mois          | Abou Dabi |
| -  | Maktoum ben Rashid Al Maktoum  | Maktoum ben Rachid Al Maktoum مكتوم بن راشد آل مكتوم (1941-2006) Intérim  | 2 novembre 2004 | 3 novembre 2004   | 1 jour                     | Dubaï     |
| 2  | Khalifa ben Zayed Al Nahyane   | Khalifa ben Zayed Al Nahyane خليفة بن زايد آل نهيان (1947-2022)           | 3 novembre 2004 | 13 mai 2022 †     | 17 ans, 6 mois et 10 jours | Abou Dabi |
| -  | Mohammed ben Rachid Al Maktoum | Mohammed ben Rachid Al Maktoum محمد بن راشد آل مكتوم (né en 1949) Intérim | 13 mai 2022     | 14 mai 2022       | 1 jour                     | Dubaï     |
| 3  | Mohammed ben Zayed Al Nahyane  | Mohammed ben Zayed Al Nahyane محمد بن زايد بن سلطان آل نهيان (né en 1961) | 14 mai 2022     | en fonction       | 2 ans et 10 mois           | Abou Dabi |

## Dirigeants de l'émirat d'Abou Dabi

### DynastieAl Nahyane
| No | Nom | Début du mandat | Fin du mandat | Durée du mandat | Notes                                 |
| -- | --- | --------------- | ------------- | --------------- | ------------------------------------- |
| 1  | Cheikh Dhiyab ben Isa Al Nahyane (en) (date inconnue - 1793)                                                     | 1761            | 1793 †        | 32 ans          |                                       |
| 2  | Cheikh Chakhbout ben Dhiyab Al Nahyane (en)                                                                      | 1793            | 1816          | 55 ans          |                                       |
| 3  | Cheikh Muhammad ben Shakhbut Al Nahyane (en)                                                                     | 1816            | 1818          | 2 ans           | Exilé                                 |
| 4  | Cheikh Tahnun ben Shakhbut Al Nahyane (en) (date inconnue - 1833)                                                | 1818            | 1833 †        | 15 ans          | Assassiné                             |
| 5  | Cheikh Khalifa ben Shakhbut Al Nahyane (en) (date inconnue - 1845)                                               | 1833            | 1845 †        | 12 ans          | Assassiné                             |
| 6  | Cheikh Saeed ben Tahnun Al Nahyane (en)                                                                          | 1845            | 1855          | 10 ans          | Exilé                                 |
| 7  | Cheikh Zayed ben Khalifa Al Nahyane (en) زايد بن خليفة آل نهيان (1835 - 1909)                                    | 1855            | 1909 †        | 54 ans          |                                       |
| 8  | Cheikh Tahnoun ben Zayed ben Khalifa Al Nahyane (en) (1857 - 1912)                                               | 1909            | 1912 †        | 3 ans           |                                       |
| 9  | Cheikh Hamdan ben Zayed ben Khalifa Al Nahyane (en) (date inconnue - 1922)                                       | 1912            | 1922 †        | 10 ans          | Assassiné                             |
| 10 | Cheikh Sultan ben Zayed ben Khalifa Al Nahyane (en) ٱلشَّيْخ سُلْطَان بِن زَایِد بِن خَلِیْفَۃ آل نَهْيَان (date inconnue - 1926) | 1922            | 1926 †        | 4 ans           | Assassiné                             |
| 10 | Cheikh Saqr ben Zayed Al Nahyane (en) (date inconnue - 1926)                                                     | 1926            | 1928 †        | 2 ans           | Assassiné                             |
| 11 | Cheikh Chakhbout ben Sultan Al Nahyane (1905 - 1989)                                                             | 1928            | 1966          | 38 ans          |                                       |
| 12 | Cheikh Zayed ben Sultan Al Nahyane ٱلشَّيْخ زَايِد بِن سُلْطَان آل نَهْيَان (1918 - 2004)                                    | 1966            | 2004 †        | 38 ans          | 1er Président des Émirats arabes unis |
| 13 | Cheikh Khalifa ben Zayed Al Nahyane خليفة بن زايد بن سلطان آل نهيان (1948 - 2022)                                | 2004            | 2022 †        | 21 ans          | 2e Président des Émirats arabes unis  |
| 14 | Cheikh Mohammed ben Zayed Al Nahyane محمد بن زايد بن سلطان آل نهيان (1961 - )                                    | 2022            | en fonction   | 3 ans           | 3e Président des Émirats arabes unis  |

## Dirigeants de l'émirat deDubaï

### DynastieAl Maktoum
| No | Nom                                                                                                  | Début du mandat | Fin du mandat | Durée du mandat | Notes                                                                  |
| -- | --- | --------------- | ------------- | --------------- | ---------------------------------------------------------------------- |
| 1  | Obeid ben Said ben Rachid (en) (date inconnue - 1836)                                                | 1833            | 1836 †        | 3 ans           | Dirige l'émirat de Dubaï en dyarchie avec Maktoum ben Butti ben Suhail |
| 1  | Cheikh Maktoum ben Butti ben Suhail (en) (date inconnue - 1852)                                      | 1833            | 1852 †        | 19 ans          | Dirige l'émirat de Dubaï en dyarchie avec Obeid ben Said ben Rashid    |
| 3  | Cheikh Saeed ben Butti (en) (date inconnue - 1859) سعيد بن بطي                                       | 1852            | 1859 †        | 7 ans           |                                                                        |
| 4  | Cheikh Hasher ben Maktoum (en) (date inconnue - 1886)                                                | 1859            | 1886 †        | 27 ans          |                                                                        |
| 5  | Cheikh Rachid ben Maktoum (en) (date inconnue - 1894)                                                | 1886            | 1894 †        | 8 ans           |                                                                        |
| 6  | Cheikh Maktoum ben Hasher Al Maktoum (en) (date inconnue - 1906)                                     | 1894            | 1906 †        | 12 ans          |                                                                        |
| 7  | Cheikh Butti ben Suhail Al Maktoum (en) ٱلـشَّـيْـخ بُـطِّي بِـن سُـهَـيْـل آل مَـكْـتُـوْم (date inconnue - 1906) | 1906            | 1912 †        | 6 ans           |                                                                        |
| 8  | Cheikh Saïd bin Maktoum bin Hasher Al Maktoum سعيد بن مكتوم آل مكتوم (1878 - 1958)                   | 1912            | 1958 †        | 46 ans          |                                                                        |
| 9  | Cheikh Rachid ben Saïd Al Maktoum ٱلـشَّـيْـخ رَاشِـد بِـن سَـعِـيْـد آل مَـكْـتُـوْم (1912 - 1990)               | 1958            | 1990 †        | 32 ans          |                                                                        |
| 10 | Cheikh Maktoum ben Rachid Al Maktoum ٱمكتوم بن راشد آل مكتوم (1943 - 2006)                           | 1990            | 2006 †        | 16 ans          |                                                                        |
| 11 | Cheikh Mohammed ben Rachid Al Maktoum محمد بن راشد آل مكتوم (1949 - )                                | 2006            | en cours      | 19 ans          |                                                                        |

## Dirigeants de l'émirat deCharjah

### DynastieAl Quasimi
| No | Nom                                                                  | Début du mandat | Fin du mandat | Durée du mandat | Notes |
| -- | -------------------------------------------------------------------- | --------------- | ------------- | --------------- | ----- |
| 1  | Cheikh Rachid ben Matar al-Qasimi (en)                               | 1727            | 1777          | 50 ans          |       |
| 2  | Cheikh Saqr ben Rachid al-Qasimi (en) (date inconnue - 1803)         | 1777            | 1803 †        | 26 ans          |       |
| 5  | Cheikh Sultan ben Saqr al-Qasimi (en) (1781 - 1866)                  | 1803            | 1866 †        | 63 ans          |       |
| 6  | Cheikh Khalid ben Sultan al-Qasimi (en)                              | 1866            | 1868 †        | 2 ans           |       |
| 7  | Cheikh Salim ben Sultan al-Qasimi (en) (date inconnue - 1919)        | 1868            | 1883          | 15 ans          |       |
| 8  | Cheikh Saqr ben Khalid al-Qasimi (en) (date inconnue - 1914)         | 1883            | 1914 †        | 31 ans          |       |
| 9  | Cheikh Khalid ben Ahmad al-Qasimi (en) (date inconnue - 1950)        | 1914            | 1924          | 10 ans          |       |
| 9  | Cheikh Sultan ben Saqr al-Qasimi II (en) (date inconnue - 1951)      | 1924            | 1951 †        | 27 ans          |       |
| 10 | Cheikh Saqr ben Sultan al-Qasimi (en) (date inconnue - 1965)         | 1951            | 1965 †        | 14 ans          |       |
| 11 | Cheikh Khalid ben Mohammed al-Qasimi (en) (1931 - 1972)              | 1965            | 1972          | 7 ans           |       |
| 13 | Cheikh Sultan ben Mohammed al-Qasimi سلطان بن محمد القاسمي (1939 - ) | 1972            | en cours      | 53 ans          |       |

## Dirigeants de l'émirat deRas el Khaïmah

### DynastieAl Quasimi
| No | Nom                                                                  | Début du mandat | Fin du mandat | Durée du mandat | Notes                                                                          |
| -- | -------------------------------------------------------------------- | --------------- | ------------- | --------------- | ------------------------------------------------------------------------------ |
| 1  | Cheikh Rahma al-Qasimi                                               | 1708            | 1731          | 23 ans          |                                                                                |
| 2  | Cheikh Matar ben Butti al-Qasimi                                     | 1731            | 1747          | 16 ans          |                                                                                |
| 3  | Cheikh Rachid ben Matar al-Qasimi (en)                               | 1747            | 1777          | 30 ans          |                                                                                |
| 4  | Cheikh Saqr ben Rachid al-Qasimi (en) (date inconnue - 1803)         | 1777            | 1803 †        | 26 ans          |                                                                                |
| 5  | Cheikh Sultan ben Saqr al-Qasimi (en) (1781 - 1866) Premier mandat.  | 1803            | 1809          | 6 ans           | Exilé en 1809, lors de l'arrivée de la flotte britannique à Ras Al Khaimah.    |
| 6  | Cheikh Hasan ben Ali Al Anezi                                        | 1809            | 1814          | 5 ans           |                                                                                |
| 7  | Cheikh Hassan ben Rahma Al Qasimi (en) (1781 - 1866)                 | 1814            | 1820          | 6 ans           | Neveu du Cheikh Sultan ben Saqr al-Qasimi.                                     |
| 8  | Cheikh Sultan ben Saqr al-Qasimi (en) (1781 - 1866) Deuxième mandat. | 1820            | 1866 †        | 46 ans          | Rétabli comme Cheikh de Ras el Khaïmah et Charjah lors du traité de 1820 (en). |
| 9  | Cheikh Khalid ben Sultan al-Qasimi (en)                              | 1866            | 1868 †        | 2 ans           |                                                                                |
| 10 | Cheikh Salim ben Sultan al-Qasimi (en) (date inconnue - 1919)        | 1868            | 1869          | 1 an            |                                                                                |
| 11 | Cheikh Humaid ben Abdullah al-Qasimi (en) (date inconnue - 1900)     | 1869            | 1900 †        | 31 ans          |                                                                                |
| 12 | Cheikh Saqr ben Khalid al-Qasimi (en) (date inconnue - 1914)         | 1900            | 1914 †        | 14 ans          |                                                                                |
| 13 | Cheikh Khalid ben Ahmad al-Qasimi (en) (date inconnue - 1950)        | 1914            | 1921          | 7 ans           |                                                                                |
| 14 | Cheikh Sultan ben Salim al-Qasimi (date inconnue - 1951)             | 1921            | 1948          | 27 ans          | Renversé lors d'un coup d'état en 1948.                                        |
| 15 | Cheikh Saqr ben Mohamed al-Qasimi (1918 - 2010)                      | 1948            | 2010          | 62 ans          |                                                                                |
| 16 | Cheikh Saoud ben Saqr al-Qasimi سعود بن صقر القاسمي (1956 - )        | 2010            | en cours      | 15 ans          |                                                                                |

## Dirigeants de l'émirat deFujaïrah

### DynastieAl Sharqi
| No | Nom                                                         | Début du mandat | Fin du mandat | Durée du mandat | Notes |
| -- | ----------------------------------------------------------- | --------------- | ------------- | --------------- | ----- |
| 1  | Cheikh Hamad bin Abdullah Al Sharqi                         | 1879            | 1936          | 57 ans          |       |
| 2  | Cheikh Saif ben Hamad Al Sharqi (en) (date inconnue - 1938) | 1936            | 1938 †        | 2 ans           |       |
| 3  | Cheikh Mohammed ben Hamad Al Sharqi (en) (1908 - 1974)      | 1938            | 1974 †        | 36 ans          |       |
| 4  | Cheikh Hamad ben Mohammed Al Sharqi (1948 - )               | 1974            | en cours      | 51 ans          |       |

## Dirigeants de l'émirat deOumm al Qaïwaïn

### DynastieAl Mualla
| No | Nom                                                            | Début du mandat | Fin du mandat | Durée du mandat | Notes |
| -- | -------------------------------------------------------------- | --------------- | ------------- | --------------- | ----- |
| 1  | Cheikh Rashid bin Majid Al Mualla                              | 1768            | 1820          | 52 ans          |       |
| 2  | Cheikh Abdullah bin Rashid Al Mualla                           | 1820            | 1853          | 33 ans          |       |
| 5  | Cheikh Ali bin Abdullah Al Mualla (date inconnue - 1873)       | 1853            | 1873 †        | 20 ans          |       |
| 6  | Cheikh Ahmad bin Abdullah Al Mualla (date inconnue - 1904)     | 1873            | 1904 †        | 31 ans          |       |
| 7  | Cheikh Rashid bin Ahmad Al Mualla (1876 - 1922)                | 1904            | 1922 †        | 18 ans          |       |
| 8  | Cheikh Abdullah bin Rashid Al Mualla II (date inconnue - 1923) | 1922            | 1923 †        | 1 an            |       |
| 9  | Cheikh Hamad bin Ibrahim Al Mualla (date inconnue - 1929)      | 1923            | 1929 †        | 6 ans           |       |
| 9  | Cheikh Ahmad bin Rashid Al Mualla (1902 - 1981)                | 1929            | 1981 †        | 52 ans          |       |
| 10 | Cheikh Rashid bin Ahmad Al Mualla II (1932 - 2009)             | 1981            | 2009 †        | 28 ans          |       |
| 11 | Cheikh Saud bin Rashid Al Mualla سعود بن راشد المعلا (1952 - ) | 2009            | en cours      | 16 ans          |       |

## Dirigeants de l'émirat d'Ajman

### DynastieAl Nuaimi
| No | Nom                                                               | Début du mandat | Fin du mandat | Durée du mandat | Notes            |
| -- | ----------------------------------------------------------------- | --------------- | ------------- | --------------- | ---------------- |
| 1  | Cheikh Rashid bin Humaid Al Nuaimi (date inconnue - 1838)         | 1816            | 1838 †        | 22 ans          |                  |
| 2  | Cheikh Humaid bin Rashid Al Nuaimi (date inconnue - 1864)         | 1838            | 1841          | 3 ans           | Premier mandat.  |
| 5  | Cheikh Abdelaziz bin Rashid Al Nuaimi (date inconnue - 1848)      | 1841            | 1848 †        | 7 ans           |                  |
| 6  | Cheikh Humaid bin Rashid Al Nuaimi (date inconnue - 1864)         | 1848            | 1864 †        | 16 ans          | Deuxième mandat. |
| 7  | Cheikh Rashid bin Humaid Al Nuaimi II (date inconnue - 1891)      | 1864            | 1891 †        | 27 ans          |                  |
| 8  | Cheikh Humaid bin Rashid Al Nuaimi II (date inconnue - 1900)      | 1891            | 1900 †        | 9 ans           |                  |
| 9  | Cheikh Abdulaziz bin Humaid Al Nuaimi (date inconnue - 1910)      | 1900            | 1910 †        | 10 ans          |                  |
| 9  | Cheikh Humaid bin Abdulaziz Al Nuaimi (date inconnue - 1928)      | 1910            | 1928 †        | 18 ans          |                  |
| 10 | Cheikh Rashid bin Humaid Al Nuaimi III (1902 - 1981)              | 1928            | 1981 †        | 53 ans          |                  |
| 11 | Cheikh Humaid ben Rachid Al Nuaimi حميد بن راشد النعيمي (1931 - ) | 1981            | en cours      | 44 ans          |                  |